# Sara Lövestam
Sara Lövestam (Uppsala, 13 luglio 1980) è una scrittrice svedese.

## Biografia
Già all'età di tre anni ha imparato a scrivere e, a otto, ha ottenuto la pubblicazione di una poesia sull'inquinamento ambientale sull'Östersunds-Posten. Il suo obiettivo è sempre stato quello di diventare una scrittrice di romanzi, accompagnato da una copiosa stesura di manoscritti. Grazie ad uno di questi, che diventerà il suo romanzo di debutto ''Udda'', la Lövestam ha ricevuto il Piratförlagets nell'edizione 2009 del concorso letterario Bok-SM.

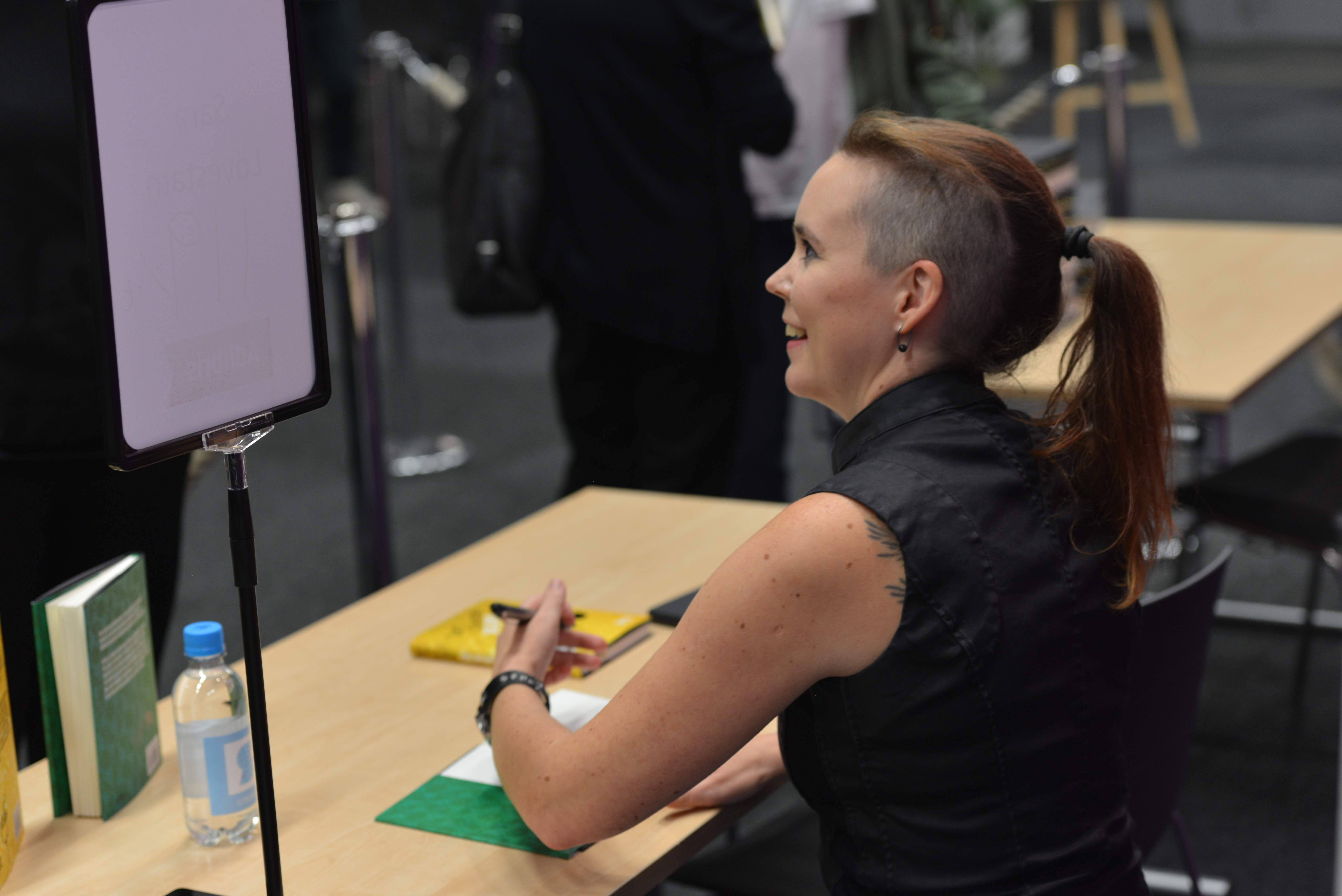
Sara Lövestam mentre firma autografi del suo libro Grejen med substantiv och pronomen, alla fiera del libro di Göteborg, nel settembre 2017

L'attività letteraria della Lövestam è rivolta sia agli adulti che ai giovani e si muove tra generi letterari diversi. I suoi libri comprendono, infatti, romanzi storici, sentimentali e la serie thriller in quattro capitoli incentrata sulla figura del detective Kouplan. Un immigrato iraniano che vive in Svezia da clandestino, senza uno status sociale e quindi senza un'identità riconosciuta dalle istituzioni. Il primo libro di questa tetralogia ha vinto nell'ottobre 2015 il premio come migliore romanzo giallo di debutto alla Svenska Deckarakademin. Spesso i suoi romanzi rappresentano gli incontri tra persone con destini e prospettive diverse, ma anche, come emerge in Tillbaka till henne (2012) e Hjärta av jazz (2013), la relazione tra passato e presente.
Oltre all'impegno in ambito letterario, la Lövestam ha conciliato questa passione viscerale per la narrativa lavorando come insegnante di lingua svedese per stranieri e come linguista. Questo particolare interesse per la linguistica è riscontrabile anche nei suoi romanzi, oltre che nei libri di grammatica da lei scritti.
La Lövestam ricopre anche il ruolo di giudice nella trasmissione radiofonica Lantzkampen, trasmessa da Sveriges Radio P1. Dall'ottobre 2016 tiene, in collaborazione con Patrik Hadenius, la rubrica Språkakuten all'interno del programma Nyhetmorgon, trasmesso da TV4.
Sara Lövestam ha vissuto i primi due anni della sua vita a Knutby e gran parte della sua infanzia a Lugnvik, fuori Östersund. Tra i posti in cui ha risieduto si possono ricordare anche Sigtuna, Sollentuna e lo Zimbabwe. Attualmente vive a Stoccolma.

## Opere
- 2009 – Udda
- 2010 – Vildsint (raccolta di novelle contenente come proprio contributo "En kärlekshistoria mellan två svampar i skogen")
- 2011 – I havet finns så många stora fiskar
- 2012 – Tillbaka till henne
- 2013 – Hjärta av jazz
- 2014 – Grejen med verb
- 2015 – Sanning med modifikation
- 2015 – Flicka försvunnen (lettura facilitata per l'apprendimento della lingua)
- 2015 – Som eld
- 2015 – Önska kostar ingenting
- 2016 – Skarven
- 2016 – Bedragaren (lettura facilitata per l'apprendimento della lingua)
- 2016 – Luften är fri
- 2016 – Grammatikundervisning för sfi och sva
- 2016 – Grammatik och piraten som jagade mås
- 2017 – I skuggorna (lettura facilitata per l'apprendimento della lingua)
- 2017 – Grejen med substantiv och pronomen
- 2017 – Finns det hjärterum
- 2017 – Hjärterum (lettura facilitata per l'apprendimento della lingua)

## Premi e riconoscimenti
- Vincitrice del Bok-SM 2009 con il manoscritto di Udda.
- Candidatura a libro dell'anno presso il Gaygalan 2010 per Udda.
- Candidatura al premio letterario Slangbellan 2015 per Som eld.
- Premio come migliore romanzo giallo di debutto del 2015 alla Svenska Deckarakademin  per Sanning med modifikation.
- Candidatura al premio come miglior romanzo giallo del 2016 alla Svenska Deckarakademin per Luften är fri.
- Candidatura al premio del lettore francese Elles 2016
- Vincitrice del premio di traduzione 2017
- Vincitrice del Grand prix de littérature policière 2017 per Sanning med modifikation (Chacun sa vérité)
- Vincitrice del De gouden vleermuis 2017